# Skáli község
Skáli község (feröeriül: Skála kommuna) egy megszűnt község Feröeren. Eysturoy déli és középső részén feküdt.

## Történelem
A község 1952-ben jött létre Sjóv községből való kiválással.
2005. január 1-jétől Runavík község része lett.

## Önkormányzat és közigazgatás

### Települések
| Település   | Mióta a község része | Előző község | Meddig a község része | Következő község | Megjegyzés |
| ----------- | -------------------- | ------------ | --------------------- | ---------------- | ---------- |
| Skálabotnur | 1952                 | Sjóv község  | 2004. december 31.    | Runavík község   |            |
| Skáli       | 1952                 | Sjóv község  | 2004. december 31.    | Runavík község   |            |

## Népesség
| Év              | Lakosság |
| --------------- | -------- |
| 1986. január 1. | 730      |
| 1991. január 1. | 715      |
| 1996. január 1. | 616      |
| 2001. január 1. | 647      |